# Athletic Club 2003-2004
La pagina racchiude la rosa dell'Athletic Club nella stagione 2003-04

## Rosa
| N. |                   | Ruolo | Calciatore         |
| -- | ----------------- | ----- | ------------------ |
| 1  | Spagna (bandiera) | P     | Iñaki Lafuente     |
| 2  | Spagna (bandiera) | D     | Ander Murillo      |
| 3  | Spagna (bandiera) | D     | Aitor Larrazabal   |
| 4  | Spagna (bandiera) | D     | Aitor Karanka      |
| 5  | Spagna (bandiera) | D     | Felipe Guréndez    |
| 6  | Spagna (bandiera) | D     | Óscar Vales        |
| 7  | Spagna (bandiera) | C     | Carlos Merino      |
| 8  | Spagna (bandiera) | C     | Julen Guerrero     |
| 9  | Spagna (bandiera) | A     | Santiago Ezquerro  |
| 10 | Spagna (bandiera) | C     | Francisco Yeste    |
| 11 | Spagna (bandiera) | C     | Javier González    |
| 12 | Spagna (bandiera) | D     | Jesús María Lacruz |
| 13 | Spagna (bandiera) | P     | Daniel Aranzubía   |

| N. |                   | Ruolo | Calciatore        |
| -- | ----------------- | ----- | ----------------- |
| 14 | Spagna (bandiera) | D     | Luis Prieto       |
| 15 | Spagna (bandiera) | D     | Andoni Iraola     |
| 16 | Spagna (bandiera) | C     | Pablo Orbaiz      |
| 17 | Spagna (bandiera) | A     | Joseba Etxeberria |
| 18 | Spagna (bandiera) | D     | Carlos Gurpegi    |
| 19 | Spagna (bandiera) | D     | Asier Del Horno   |
| 20 | Spagna (bandiera) | A     | Ismael Urzaiz     |
| 21 | Spagna (bandiera) | C     | Jonan García      |
| 22 | Spagna (bandiera) | A     | Joseba Arriaga    |
| 23 | Spagna (bandiera) | A     | Tiko              |
| 24 | Spagna (bandiera) | C     | César             |
| 28 | Spagna (bandiera) | C     | Endika Bordas     |

### Staff tecnico
- Allenatore:  Ernesto Valverde

Come da politica societaria la squadra è composta interamente da giocatori nati in una delle sette province di Euskal Herria o cresciuti calcisticamente nel vivaio di società basche.

### Statistiche
- 37: Urzaiz
- 35: Ezquerro
- 34: Karanka, Aranzubia, Etxeberria
- 31: Del Horno
- 30: Yeste, Iraola, Gurpegi
- 29: Prieto, Tiko
- 26: Orbaiz
- 25: Javi González, Lacruz
- 23: Jonan
- 15: Larrazabal
- 14: Guerrero, Arriaga
- 10: César
- 9: Endika
- 4: Lafuente, Murillo
- 2: Felipe, Óscar Vales
- 1: Merino

- 11: Yeste
- 8: Urzaiz
- 6: Etxeberria
- 5: Iraola, Del Horno, Tiko
- 4: Ezquerro
- 2: Jonan, Arriaga
- 1: Larrazabal, Guerrero, Lacruz, Gurpegi

## Vittorie e piazzamenti
- Primera División: 5° (Qualificato per la Coppa UEFA)
- Copa del Rey: Eliminato al primo turno dal Gimnástica Tarragona (2-1).